# نشان‌های بازدارنده راهنمایی و رانندگی
نشان‌های بازدارنده راهنمایی و رانندگی بیشتر به صورت دایره با نوار حاشیه قرمز رنگ هستند و نوع ممنوعیت را به وسیله علامت خاص نشان می‌دهند. از تابلوهای بازدارنده، تابلوی ایست به جهت اهمیت و دقت بیشتر رانندگان به صورت هشت ضلعی با زمینه کاملاً قرمز رنگ و با نوشته ایست یا STOP در نظر گرفته شده‌است. به لحاظ اهمیت تابلوی رعایت حق تقدم تنها راس یا سر این تابلو به سمت پایین می‌باشد.